# Optima Signature
Optima Signature (ex Optima Chicago Center II) è un grattacielo residenziale nel quartiere di Streeterville, a Chicago.

## Storia
Originariamente chiamato Optima Chicago Center II e progettato come edificio gemello vicino Optima Chicago Center che era stato completato nel 2013. La struttura inizialmente era progettata per essere un ibrido hotel-appartamento.
La costruzione è stata interrotta per alcuni mesi a causa del processo di pianificazione delle fondamenta prima di riprendere anche grazie a $ 225 milioni in prestiti per l'edilizia arrivati da Bank of America, PNC Bank e Fifth Third Bank a metà 2015. Questa pianificazione finale ha portato la struttura ad avere 57 piani e 490 unità abitative.
L'edificio, alto 179 metri, è stato completato nel 2017.
Le residenze della torre ai piani inferiori comprendono 351 unità monolocali con una o due camere da letto, che vanno da 53 m2 a 122 m2. Le residenze Apex ai 15 piani superiori comprendono 139 unità con una, due e tre camere da letto, nonché appartamenti attici, che vanno da 69 m2 a 240 m2. Le unità Apex hanno finiture e arredamenti più ricercati e danno l'accesso ad un club privato. All'interno dell'edificio sono presenti anche due spazi utilizzabili come palestra o area relax.